# Isatine
Isatine is een indoolderivaat, dat verkregen wordt door de oxidatie van de kleurstof indigo. Het is voor het eerst in 1840 ongeveer gelijktijdig geïsoleerd door de Franse scheikundige Auguste Laurent, die chroomzuur gebruikte voor de oxidatie, en door de Duitse scheikundige Otto Linné Erdmann. De oxidatie kan ook gebeuren met salpeterzuur.

## Synthese
Oorspronkelijk kon isatine enkel verkregen worden uit indigo, dat op zijn beurt uit planten geïsoleerd werd. Adolf von Baeyer vond in 1878 een synthetische route voor isatine. In 1883 patenteerde hij een syntheseroute, uitgaande van nitrobenzaldehyde: 2-nitrobenzaldehyde (1) reageert met aceton tot 4-hydroxy-4-(o-nitrofenyl)-butan-2-on (2), waaruit door afsplitsing van water 4-(o-nitrofenyl)-3-buten-2-on (3) ontstaat. Door inwerking van natronloog ontstaat uiteindelijk isatine (4):
Tegenwoordig wordt isatine vooral geproduceerd middels de Sandmeyer-reactie: aniline (1) reageert met chloraalhydraat en dan met hydroxylamine, tot isonitrosoaceetanilide (2). Deze verbinding wordt in geconcentreerd zwavelzuur verwarmd, waardoor isatine (3) gevormd wordt:

## Toepassingen
Isatine wordt gebruikt als kleurstof. Isatine en derivaten ervan zijn intermediaire stoffen bij de bereiding van farmaceutische stoffen en kleurstoffen, waaronder synthetisch indigo.